# Bahnstrecke Gray–Fraisans
| ehemaliger Bahnhof Vadans (Haute-Saône) |                      |                                                       |                                                       |
| Streckennummer (SNCF): | 853 000              |                                                       |                                                       |
| Streckenlänge: | 43,1 km              |                                                       |                                                       |
| Spurweite: | 1435 mm (Normalspur) |                                                       |                                                       |
| Maximale Neigung: | 25 ‰                 |                                                       |                                                       |
| Zweigleisigkeit: | ehem. ja             |                                                       |                                                       |
| |                      |                                                       |                                                       |
| \| \| \| Bahnstrecke Vaivre–Gray \| von Vaivre \| \| \| \| Bahnstrecke Culmont-Chalindrey–Gray von Culmont-Ch. \| \| \| \| 351,9 0,0 \| Gray ⊙ \| 193 m \| \| \| \| Bahnstrecke Saint-Julien–Gray nach Troyes \| \| \| \| \| Bahnstrecke Gray–Saint-Jean-de-Losne n. St-Jean-de-L. \| \| \| \| 0,7 \| Streckenende \| Streckenende \| \| \| 1,1 \| Saône (zerstört, 135 m) ⊙ \| Saône (zerstört, 135 m) ⊙ \| \| \| 7,2 \| Champvans-lès-Gray ⊙ \| 200 m \| \| \| 12,7 \| Vadans ⊙ \| 209 m \| \| \| 15,2 \| Valay ⊙ \| 224 m \| \| \| 21,2 \| Montagney ⊙ \| 248 m \| \| \| \| Bahnstrecke Montagney–Miserey nach Miserey ⊙ \| \| \| \| \| \| \| \| \| 24,6 \| Ognon (60 m); Grenze Département Haute-Saône / Jura ⊙ \| Ognon (60 m); Grenze Département Haute-Saône / Jura ⊙ \| \| \| \| \| \| \| \| 24,9 \| Ognon ⊙ \| Ognon ⊙ \| \| \| \| LGV Rhin-Rhône \| \| \| \| 28,0 \| Ougney ⊙ \| 217 m \| \| \| 32,7 \| Gendrey ⊙ \| 254 m \| \| \| \| Tunnel La Chaux (145 m) \| \| \| \| 37,5 \| Abzw. Labarre ⊙ \| Abzw. Labarre ⊙ \| \| \| ~37,8 \| Bahnstrecke Dole–Belfort nach Belfort \| Bahnstrecke Dole–Belfort nach Belfort \| \| \| 38,3 \| La Barre ⊙ \| 237 m \| \| \| \| Bahnstrecke Dole–Belfort nach Dole-Ville \| \| \| \| ~38,6 \| D 673 (ehem. N 73) ⊙ \| D 673 (ehem. N 73) ⊙ \| \| \| 39,9 \| Rans ⊙ \| 216 m \| \| \| 40,2 \| Tunnel Ranchot (107 m) ⊙ \| Tunnel Ranchot (107 m) ⊙ \| \| \| ~42,6 \| Rhein-Rhône-Kanal (zerstört; ~40 m) ⊙ \| Rhein-Rhône-Kanal (zerstört; ~40 m) ⊙ \| \| \| 43,1 \| Fraisans ⊙ \| 216 m \| |                      |                                                       |                                                       |
| |                      | Bahnstrecke Vaivre–Gray                               | von Vaivre                                            |
| Abzweig geradeaus und ehemals von rechts |                      | Bahnstrecke Culmont-Chalindrey–Gray von Culmont-Ch.   | Bahnstrecke Culmont-Chalindrey–Gray von Culmont-Ch.   |
| Dienststation / Betriebs- oder Güterbahnhof | 351,9 0,0            | Gray ⊙                                                | 193 m                                                 |
| Abzweig geradeaus und nach rechts |                      | Bahnstrecke Saint-Julien–Gray nach Troyes             | Bahnstrecke Saint-Julien–Gray nach Troyes             |
| Abzweig geradeaus und nach rechts |                      | Bahnstrecke Gray–Saint-Jean-de-Losne n. St-Jean-de-L. | Bahnstrecke Gray–Saint-Jean-de-Losne n. St-Jean-de-L. |
| | 0,7                  | Streckenende                                          | Streckenende                                          |
| Brücke über Wasserlauf (Strecke außer Betrieb) | 1,1                  | Saône (zerstört, 135 m) ⊙                             | Saône (zerstört, 135 m) ⊙                             |
| Bahnhof (Strecke außer Betrieb) | 7,2                  | Champvans-lès-Gray ⊙                                  | 200 m                                                 |
| Bahnhof (Strecke außer Betrieb) | 12,7                 | Vadans ⊙                                              | 209 m                                                 |
| Bahnhof (Strecke außer Betrieb) | 15,2                 | Valay ⊙                                               | 224 m                                                 |
| Bahnhof (Strecke außer Betrieb) | 21,2                 | Montagney ⊙                                           | 248 m                                                 |
| Abzweig geradeaus und nach links (Strecke außer Betrieb) |                      | Bahnstrecke Montagney–Miserey nach Miserey ⊙          | Bahnstrecke Montagney–Miserey nach Miserey ⊙          |
| |                      |                                                       |                                                       |
| Grenze auf Brücke über Wasserlauf (Strecke außer Betrieb) | 24,6                 | Ognon (60 m); Grenze Département Haute-Saône / Jura ⊙ | Ognon (60 m); Grenze Département Haute-Saône / Jura ⊙ |
| |                      |                                                       |                                                       |
| Brücke über Wasserlauf (Strecke außer Betrieb) | 24,9                 | Ognon ⊙                                               | Ognon ⊙                                               |
| |                      | LGV Rhin-Rhône                                        |                                                       |
| Bahnhof (Strecke außer Betrieb) | 28,0                 | Ougney ⊙                                              | 217 m                                                 |
| Bahnhof (Strecke außer Betrieb) | 32,7                 | Gendrey ⊙                                             | 254 m                                                 |
| Tunnel (Strecke außer Betrieb) |                      | Tunnel La Chaux (145 m)                               | Tunnel La Chaux (145 m)                               |
| Verschwenkung von links (Strecke außer Betrieb) | 37,5                 | Abzw. Labarre ⊙                                       | Abzw. Labarre ⊙                                       |
| Abzweig ehemals geradeaus und von links · Kreuzung geradeaus unten · Strecke quer | ~37,8                | Bahnstrecke Dole–Belfort nach Belfort                 | Bahnstrecke Dole–Belfort nach Belfort                 |
| Bahnhof · Strecke | 38,3                 | La Barre ⊙                                            | 237 m                                                 |
| Strecke quer · Strecke nach rechts |                      | Bahnstrecke Dole–Belfort nach Dole-Ville              | Bahnstrecke Dole–Belfort nach Dole-Ville              |
| Strecke mit Straßenbrücke (Strecke außer Betrieb) | ~38,6                | D 673 (ehem. N 73) ⊙                                  | D 673 (ehem. N 73) ⊙                                  |
| Dienststation / Betriebs- oder Güterbahnhof (Strecke außer Betrieb) | 39,9                 | Rans ⊙                                                | 216 m                                                 |
| Tunnel (Strecke außer Betrieb) | 40,2                 | Tunnel Ranchot (107 m) ⊙                              | Tunnel Ranchot (107 m) ⊙                              |
| Brücke über Wasserlauf (Strecke außer Betrieb) | ~42,6                | Rhein-Rhône-Kanal (zerstört; ~40 m) ⊙                 | Rhein-Rhône-Kanal (zerstört; ~40 m) ⊙                 |
| Betriebs-/Güterbahnhof Streckenende (Strecke außer Betrieb) | 43,1                 | Fraisans ⊙                                            | 216 m                                                 |

Die Bahnstrecke Gray–Fraisans war eine eingleisige Eisenbahnstrecke in Ostfrankreich. Sie verband in Nord-Süd-Richtung den Eisenbahnknoten Gray im Norden mit der Magistrale Dole–Belfort. Heute ist sie vollständig abgebaut und über weite Strecken nicht mehr sichtbar. Sie wird auf zwei Drittel von der LGV Rhin-Rhône gekreuzt. Während der größte Abschnitt von Gray bis La Barre auch für den Personenverkehr zugelassen war, erfolgte an der 5,5 km langen Stichstrecke ausschließlich Güterverkehr.

## Geschichte
Mit dem Vertrag vom 13. Juli 1855 zwischen der Minengesellschaft «Mines d’Ougney au chemin de fer de Dijon à Besançon et au canal du Rhône au Rhin» und dem Ministerium für öffentliche Arbeiten (Ministère des Travaux publics) beginnt die Geschichte dieser Bahnstrecke. Konzessionär war die Gesellschaft Forges de Franche-Comté, die ihn an die Compagnie des chemins de fer de Paris à Lyon et à la Méditerranée (PLM) abtrat. Denn das Interesse der PLM wog stärker. Fünf Jahre später brachte diese einen neuen Vertrag mit dem Ministerium zustande, der vorsah, Gray über Miserey-Salines mit Besançon zu verbinden und ab Montagney eine Stichstrecke nach Ougney zu bauen, die bis Fraisans am Rhein-Rhône-Kanal reichte. Zu dieser frühen Eisenbahn-Pionier-Zeit galten Eisenbahnstrecken meist als Lückenschluss fehlender Kanäle.
Wie üblich erfolgte die Streckeneröffnung in mehreren Etappen. Es wurde von Süden aus gebaut. Der erste, 10,3 km lange Abschnitt La Barre–Ougney ging am 1. Oktober 1859 in Betrieb, am 23. Januar folgte die südliche Verlängerung La Barre–Rans und am 15. April 1864 Rans–Fraisans. Der Lückenschluss bis Gray von Ougney aus ging am 1. Januar 1866 in Betrieb.
Die Schließung erfolgte in zwei Durchgängen: Zunächst ging am 1. Juli 1932 der südliche Abschnitt Montagney–La Barre außer Betrieb, es folgte Gray–Montagney kriegsbedingt am 20. Mai 1940. Die Saône-Brücke wurde im Juni 1940 zerstört und nie wieder aufgebaut. Dies war ein empfindlicher Eingriff in die Infrastruktur, die die langfristig völlige Schließung beschleunigte. Güterverkehr wurde aber weiterhin von Besançon kommend bis Champvans-lès-Gray bedient. Zeitgleich ging auch der Abschnitt Montagney–Ougney verloren, ab 15. Juli 1952 auch das Reststück bis La Barre. Zum 31. Mai 1959 schloss man die Stichbahn zum Kanalhafen Fraisans und mit der Streckenschließung Montagney–Miserey am 1. April 1957 war auch Montagney von jeglichem Verkehr abgeschnitten. Die endgültige Entwidmung erfolgte 1964.